# 金津 (小惑星)
金津（かなつ、6976 Kanatsu）は、小惑星帯の小惑星の一つ。大友哲が山梨県の清里大友天文台で発見した。
この小惑星が発見されたのと同じ1993年にカシオペヤ座の新星V705を発見した、島根県松江市の金津和義に因んで名付けられた。